# Begasungsmittel
Als Begasungsmittel bezeichnet man gasförmige Stoffe mit giftigen oder gesundheitsschädlichen Eigenschaften, die zur gezielten Abtötung von Schädlingen in Gebäuden, Räumen, Containern bzw. darin gelagerten Vorräten oder Materialien benutzt werden (Pestizide, gasförmig freigesetzte biozide Wirkstoffe). Aufgrund ihrer Giftigkeit und hohen Durchdringungsfähigkeit gewährleisten sie einen hohen Wirkungsgrad. Begasungsmittel können zudem miteinander kombiniert werden.
Im globalen Transport werden bei Frachtcontainern oft Begasungsmittel eingesetzt, die in Deutschland nicht zugelassen sind. Begaste Frachtcontainer sind nach internationalen Transportvorschriften mit Warnhinweisen zu kennzeichnen und dürfen nach Gefahrstoffverordnung nur durch sach- oder fachkundige Personen geöffnet werden. Häufig sind diese Kennzeichnungen jedoch mangelhaft oder fehlen.

## Anforderungen
Begasungsmittel sollen gelagerte Waren ohne sie bewegen zu müssen von Milben, Insekten und anderen unerwünschten Lebewesen befreien. Das soll sowohl zwischen den Partikeln der Produkte als auch in deren Innerem geschehen. Es soll die Erfüllung der Anforderungen an Qualität und Schädlingsfreiheit genügt werden. Weitere Eigenschaften sind eine geringe Rückstandsbildung in entwesten Vorräten sowie eine gute Durchdringungsfähigkeit.

## Einsatzgebiete

### Pestizide
Gasförmige Pestizide werden in geschlossenen Räumen, aber auch im Freiland eingesetzt.

#### Seecontainer und andere geschlossene Räume
Das bekannteste Einsatzgebiet sind Seecontainer. Daneben werden auch Lagerräume an Land sowie Kirchen begast um Schädlinge abzutöten.
Die Anforderungen an den Transport begaster Container ist international durch den International Maritime Dangerous Goods Code geregelt. Zudem müssen Container gemäß dem Containerhandbuch gekennzeichnet sein.
Die Freigabe zum Betreten darf nur durch besonders geschultes Personal erfolgen. Lieferanten und Importeure sind verpflichtet begaste Container anzumelden und zu deklarieren. Trotzdem müssen Empfänger laut einer Hamburger Studie aus dem Jahr 2007 in zwei Prozent aller Fälle damit rechnen, dass ein Container zwar begast, aber nicht gekennzeichnet oder die Kennzeichnung zu früh entfernt wurde. In weiteren fünfzehn Prozent der Container befinden sich andere gesundheitsgefährdende Gasreste in der Ladung.

#### Freiland

##### Wühlmäuse
Wühlmäuse, besonders Schermäuse können Obstplantagen, Gemüse- und Reisfeldern schaden und werden auch durch Begasungsmittel bekämpft.
„Eine Begasung wird eher bei größeren, in sich geschlossenen Flächen wie Parks oder Obstanlagen von geschultem Fachpersonal durchgeführt; eingesetzt wird Kohlenstoffmonoxid, Kohlenstoffdioxid und Phosphorwasserstoff oder Pellets (Gasbildung nach Feuchtigkeitsaufnahme)“.

##### Maulwürfe
Umstritten ist die Begasung der sonst geschützten Maulwürfe etwa zur Erhaltung von Golfrasen. Dazu wird Aluminiumphosphid verwendet, das giftige Gase entwickelt und als wassergefährdend eingestuft ist. Die Gase werden beim Kontakt mit der Bodenfeuchtigkeit freigesetzt. Das hochtoxische und nicht spezifisch wirkende Phosphin tötet nahezu alle höheren tierischen Lebewesen im Boden. Durch die Zersetzung im Boden entstehen gasförmige Phosphane, die in kurzer Zeit zu ungiftigen Aluminiumverbindungen reagieren.

### Reife
Gase können die Reife von Nahrungsmitteln verzögern oder beschleunigen. Klassisches Beispiel dafür sind Äpfel und Bananen, die beim Reifen das Phytohormon Ethen (Ethylen) und CO2 abgeben. Durch Zugabe von CO2 wird die Reife verzögert, durch Zugabe von Ethen wird die Reifung angeregt.
Ist die Reife erwünscht, setzt man Ethen frei, um Früchte schneller und kontrollierter zur Reife zu bringen. Ethen (= Ethylen) wirkt hier wie ein Pflanzenhormon und wird auch von Pflanzen selbst produziert. Es wird zur Reifung von Äpfeln, Bananen und Tomaten eingesetzt. Ethen wirkt schon in nanomolekularer Menge. Traditionell wird die Ethenbildung eingeschränkt, indem der Sauerstoffgehalt auf ein bis zwei Prozent gesenkt, der Kohlenstoffdioxidgehalt auf ein bis drei Prozent erhöht und die Temperatur niedrig gehalten wird. Das Gas 1-Methylcyclopropen (MCP) hingegen kann Reife verzögern, indem es die Ethenrezeptoren blockiert und so die Ethenaufnahme in Pflanzen verhindert. Es muss ständig hinzugefügt werden, da es durch die Pflanzen abgebaut wird.
Früchte werden oft durch Stickstoff an der Reife gehindert. Die Reife kann auch durch Unterdruck und den damit einhergehenden Entzug von Ethen verzögert werden.

### Keimabtötung bei Gewürzen
Wegen der häufig sehr hohen mikrobiologischen und durch pathogene Keime verursachte Belastung von Kräutern und Gewürzen wurde früher eine Behandlung mit Ethylenoxid durchgeführt, welche jedoch 1990 in Europa verboten wurde. Als Alternative wurde eine Behandlung mit ionisierenden Strahlen eingeführt, welches heute in allen EU-Staaten erlaubt ist. Wegen dessen geringer Anwendung besteht allerdings der Verdacht, dass auch weiterhin Ethylenoxid verwendet wird.

## Verwendete Stoffe und Gefährdung
Durch Einatmen von Begasungsmitteln kommt es häufig schon nach kurzer Zeit zu Beschwerden. Zu solchen Kontakten kann es schon bei Expositionen in Getreidelagern oder sogar im Privatbereich beim Ausbringen von Wühlmauspräparaten kommen.

### Kohlenstoffdioxid
Kohlenstoffdioxid wird in großen Mengen eingesetzt, um wirksam die Reife zu verzögern, durch das notwendige Verdrängen des Sauerstoffes kann das Betreten von damit begasten Lagerräumen zu Erstickung führen. Derzeit ist innerhalb der EU der Einsatz von Kohlendioxid für die Schädlingsbekämpfung durch die Verordnung (EU) Nr. 528/2012 zu Biozidprodukten verboten.

### Stickstoff
Stickstoff ist ein Inertgas. Inertgase kommen immer häufiger als Begasungsmittel zum Einsatz. Da die Atemluft zu 78 % aus Stickstoff besteht, kann man von einem ungiftigen Begasungsmittel sprechen. Stickstoffbegasungen werden gegen Fraßinsekten und Parasiten eingesetzt. Die Begasung wird in gasdichten Folienzelten oder Kammern umgesetzt, bei denen durch Ersatz des Sauerstoffs durch Stickstoffs nach und nach der Sauerstoffgehalt abgesenkt wird. Bei einem Restsauerstoffanteil von unter 1 % sterben Insekten innerhalb von drei bis zehn Wochen durch Anoxia (Anoxie, Hypoxie), weshalb das Verfahren auch Anoxia-Verfahren genannt wird. Ausschlaggebend für eine erfolgreiche Begasung ist das Abtöten der Eier der Insekten. Beschleunigt werden kann die Stickstoffbegasungen durch Einsatz von gasdichten Druckkammern. Da hier der Restsauerstoffanteil bei 0,5 % bis 0,1 % gehalten werden kann, erfolgt eine Abtötung der Eier der Insekten bereits nach vier bis sieben Tagen.
Inerte Gase lösen bei der Schädlingsbekämpfung keine Schäden an den begasten Materialien aus. Daher ist das Anoxia-Verfahren universell einsetzbar und besonders für Museen, Archiven und Bibliotheken das Mittel der Wahl beim Kulturgüterschutz.
Derzeit ist innerhalb der EU der Einsatz von durch Generatoren erzeugtem Stickstoff für die Schädlingsbekämpfung durch die Verordnung (EU) Nr. 528/2012 zu Biozidprodukten verboten.

### Phosphorwasserstoff
Phosphorwasserstoff ist ein farbloses Gas mit Geruch von Knoblauch oder Fisch. Es kommt sowohl im gewerblichen als auch im privaten Bereich zum Einsatz. Es darf nur von eingewiesenen Fachleuten angewendet werden. Es kann aber ebenso im Körper aus Aluminium- oder Magnesiumphosphid entstehen, welche bei oraler Aufnahme in der Regel als nicht gefährlich gelten. Es kann sich aber in Getreidelagern bei Feuchte Phosphorwasserstoff (PH3) bilden, der wegen der geringen Molekülgröße sogar durch Mauerwerk penetrieren kann. Die Belastung mit PH3 kann mit Prüfröhrchen oder durch elektrochemische Apparate nachgewiesen werden. Vergiftungserscheinungen können auch noch nach 24 bis 48 Stunden auftreten.
Folgen stellen sich durch Blockade wichtiger Fermentprozesse im Körper in Form möglicher dauerhafte Nieren- oder Leberschäden ein. Bei einer sehr hohen Konzentration im Blut kommt es zu der Ausbildung von bis zu 30 Prozent Methämoglobin. Am gefährlichsten ist aber die Gefährdung der Funktion der Atemwege. Dabei kann es sowohl zu akuten Vergiftungen bis hin zu einem plötzlichen Tod führen als auch zu subakuten Vergiftungen mit Übelkeit und Mattigkeit.
Er gilt in reinem Zustand als sehr giftig, hochentzündlich, ätzend und umweltgefährlich. Zudem ist er selbstentzündlich an der Luft.

### Brommethan
Brommethan, auch Methylbromid, gilt als giftig und umweltgefährlich.
Ein geschlossener Raum mit einer Brommethankonzentration über 2 g/m³ darf nicht betreten werden. Bei Konzentrationen über 0,4 g/m³ ist ein Aufenthalt von längstens 10 Minuten unter Atemschutz zulässig. Beim Lüften von Räumen muss zunächst ein Atemschutz getragen werden und es darf der Raum zunächst nicht betreten werden. Frühestens nach einer Stunde darf der Raum betreten werden um weitere Durchzugsöffnungen zu schaffen. Andere Arbeiten dürfen erst nach vollständiger Lüftung unter ständiger Überwachung des Brommethananteils durchgeführt werden.

### Cyanwasserstoff
Cyanwasserstoff, auch Hydrogencyanid, wird als sehr giftig, umweltgefährlich und hochentzündlich angesehen.
Beim Begasen kann er zudem über die Haut aufgenommen werden. Begünstigt wird dies durch Wunden, weswegen Personen mit offenen Wunden nicht mit diesem Stoff arbeiten dürfen. Beschäftigte müssen körperbedeckende Arbeitskleidung sowie Atemschutzgeräte mit Gasfilter Typ B2 tragen.

### Sulfurylfluorid
Sulfurylfluorid ist als giftig und umweltgefährlich eingestuft. Daneben ist es nahezu inert, farblos, nicht brennbar, geruchlos und schwerer als Luft.
Beim Öffnen von Flaschenventilen sind hierbei körperbedeckende Arbeitskleidung, Sicherheitsschuhe und ein Gesichtsspritzschutz zu tragen. Beim Betreten von begasten Objekten darf nur umluftunabhängiger Atemschutz getragen werden, kein bloßer Filter.
Sulfurylfluorid ist vor allem im Kunstbereich bekannt und hat in den USA seit den 1950er Jahren Brommethan fast vollständig verdrängt. Gründe dafür sind die geringere Toxizität, das schnellere Einwirken, das gefahrlose Lüften und das bessere Umweltverhalten. Wissenschaftlichen Untersuchungen zufolge ist Sulfurylfluorid ohne schädliche Auswirkungen auf Pigmente, Metall, Papier, Leder und Gummi, so dass die Originalität der Kunstgegenstände nicht beeinträchtigt wird. Sulfurylfluorid wird zur Bekämpfung von Holz-, Textil- und sonstigen Materialschädlingen in Museen, Kirchen und Restaurierungswerkstätten eingesetzt. Durch den Siedepunkt von −55 °C kondensiert es unter normalen Bedingungen nicht.

### 1,2-Dichlorethan
Vergiftungen durch 1,2-Dichlorethan treten gelegentlich beim Entladen von Seecontainern auf.

### 1-Methylcyclopropen
1-Methylcyclopropen (MCP) hat nur eine niedrige Toxizität und wird als ungefährlich eingestuft, weil es schon in geringster Dosis wirkt und so auch nur zu extrem niedrigen Rückständen von weniger als 0,01 ppm führt. Es ist nicht krebserregend, nicht mutagen und schädigt die Fortpflanzung nicht. Ihm wird kein Einfluss auf Ozon, Erd- oder Wasserorganismen zugeschrieben. Es ist weltweit in vielen Ländern zur Apfelbehandlung zugelassen.

## Bekannte Hersteller
In Deutschland gehörte die Degesch zu den größten Herstellern.